# Antonello da Messina
Antonello da Messina, původně Antonello di Giovanni di Antonio, zvaný také Antonello degli Anton (kolem 1430 Messina – 1479 tamtéž) byl italský (sicilský) malíř rané renesance, jeden z průkopníků olejomalby v jižní Itálii.

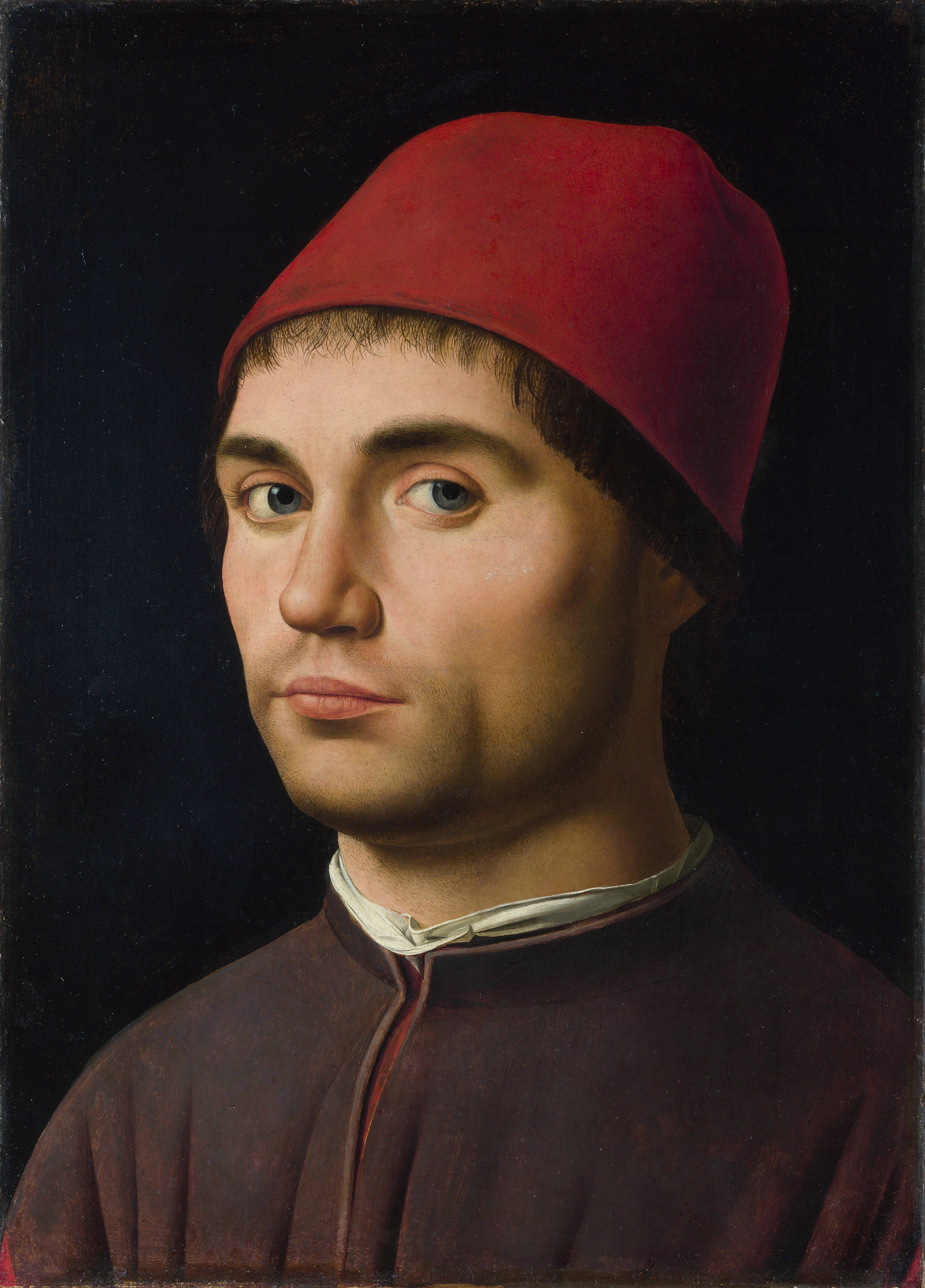
Autoportrét (?), NG Londýn

## Život a dílo
Ačkoli byl Antonello už za svého života uznávaný malíř, o jeho životě bylo málo známo, až v posledních letech se výzkum posunul. Antonello se narodil ve středostavovské rodině kameníka-mramoráře (možná i sochaře) Giovanniho de Antonia Mazona a jeho manželky Garity v Messině na Sicílii. Matčin otec se věnoval zámořskému obchodu, vlastnil loď brigantinu. O Antonellově školení svědčí zpráva z korespondence neapolského humanisty Pietra Summonte z roku 1524, podle níž byl Antonello kolem roku 1450 žákem malíře Niccoly Colantonia v Neapoli, kde byla tehdy v módě nizozemská malba s popisnými realistickými detaily a s tvářemi osvětlenými prudkým světlem. Malířství se snad učil také v Palermu. Domněnky o jeho pobytu ve Flandrech se nepotvrdily, ale flanderské zboží včetně uměleckých děl pravděpodobně dovážel Antonellův dědeček. Nejspíše z Itálie Antonello znal některá díla Rogiera van der Weyden a Jana van Eyck a na jejich základě si vytvořil vlastní styl malby. Maloval technikou tempery nebo olejomalby, převážně na dřevěnou desku. V roce 1460 pobýval s rodinou v Kalábrii, v letech 1473-74 opět v Messině a v letech 1474-1476 žil na pozvání svého sponzora v Benátkách. Tam vytvořil většinu svých dochovaných děl, setkával se tam také s Giovannim Bellinim a dalšími slavnými malíři.
Jeho slavnými díly jsou - vedle jedné desítky převážně mužských portrétů - hlavně oltářní obrazy: Ukřižování se třemi kříži (1455) ze Sibiu, Kristus jako Salvator mundi nebo jako Ecce homo (1470), Svatý Jeroným na poušti (1460) nebo ve své pracovně (1474), tři verze Zvěstování Panny Marie (1476), tři madony s dítětem, polyptych s madonou a sv. Mikulášem z Messiny, nebo Svatý Šebestián (1479).

## Galerie

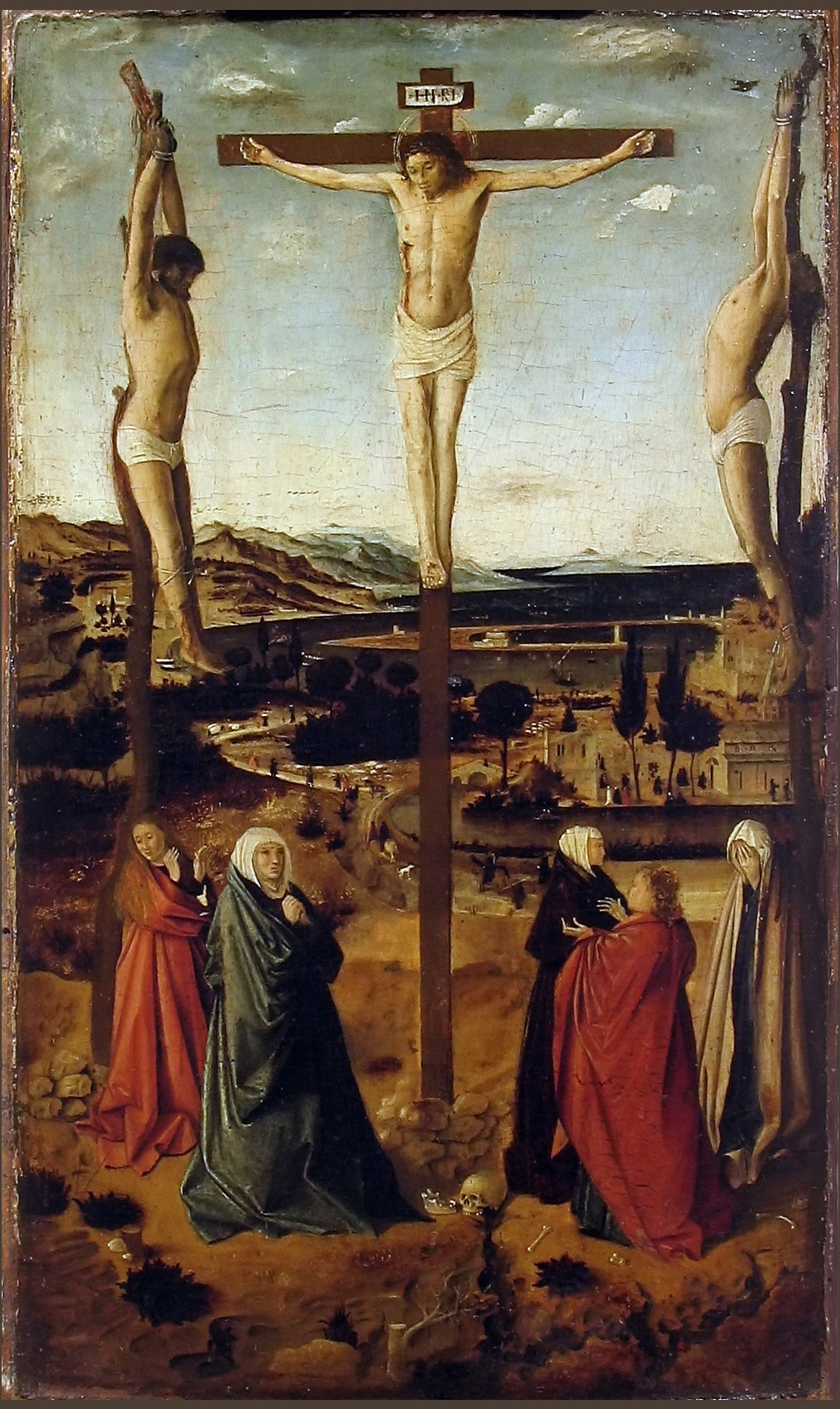
Ukřižování (1455)
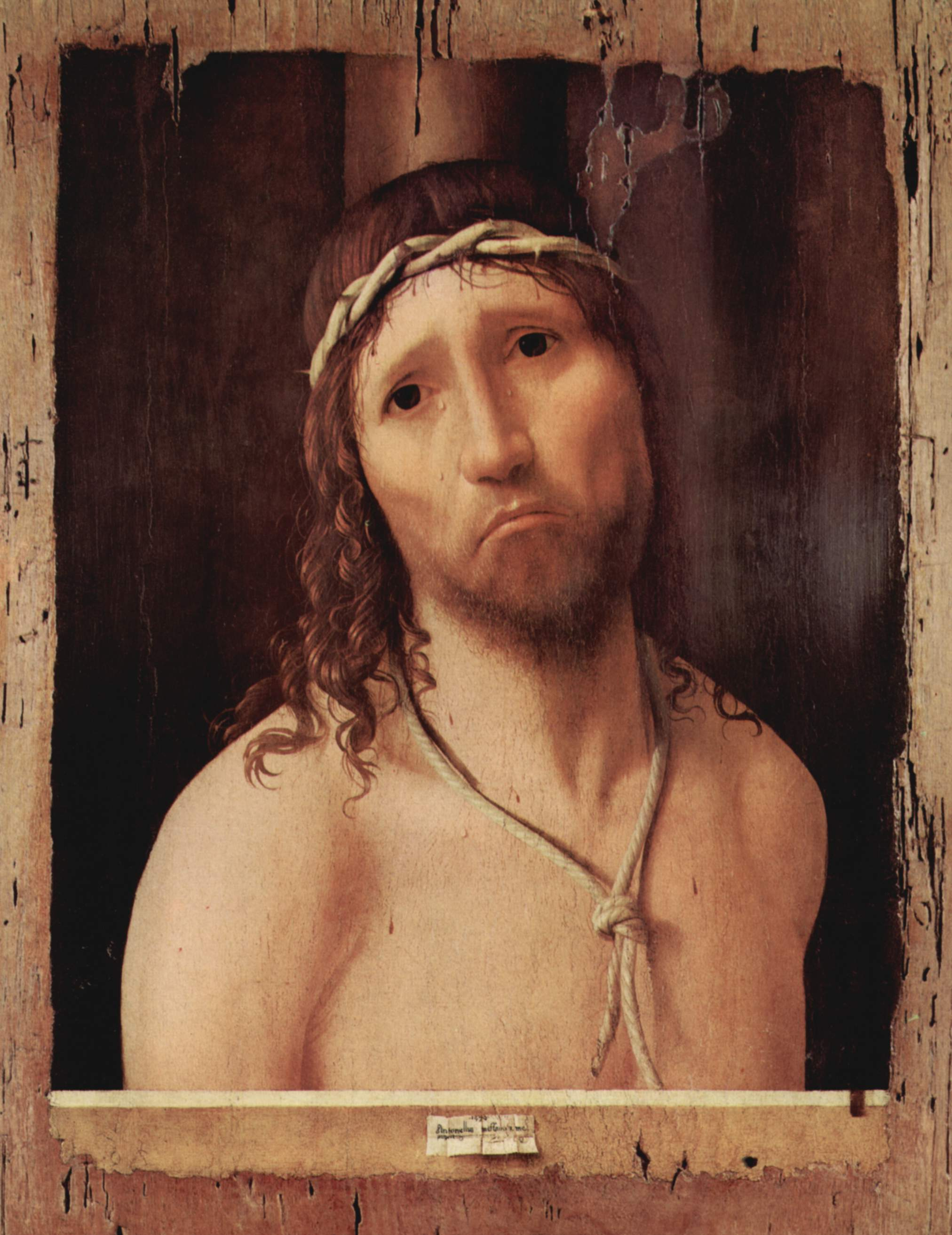
Ecce homo (1470)
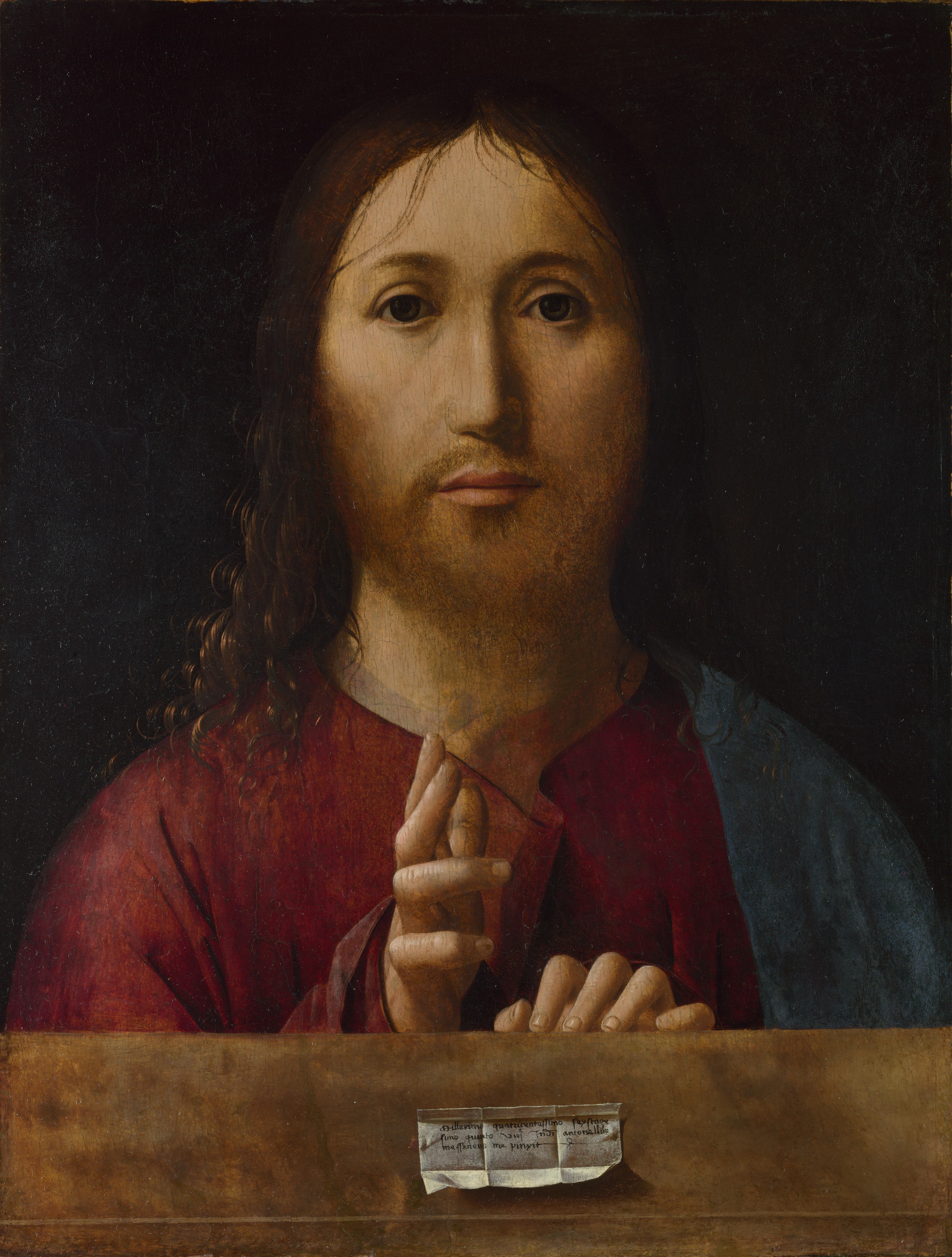
Spasitel světa
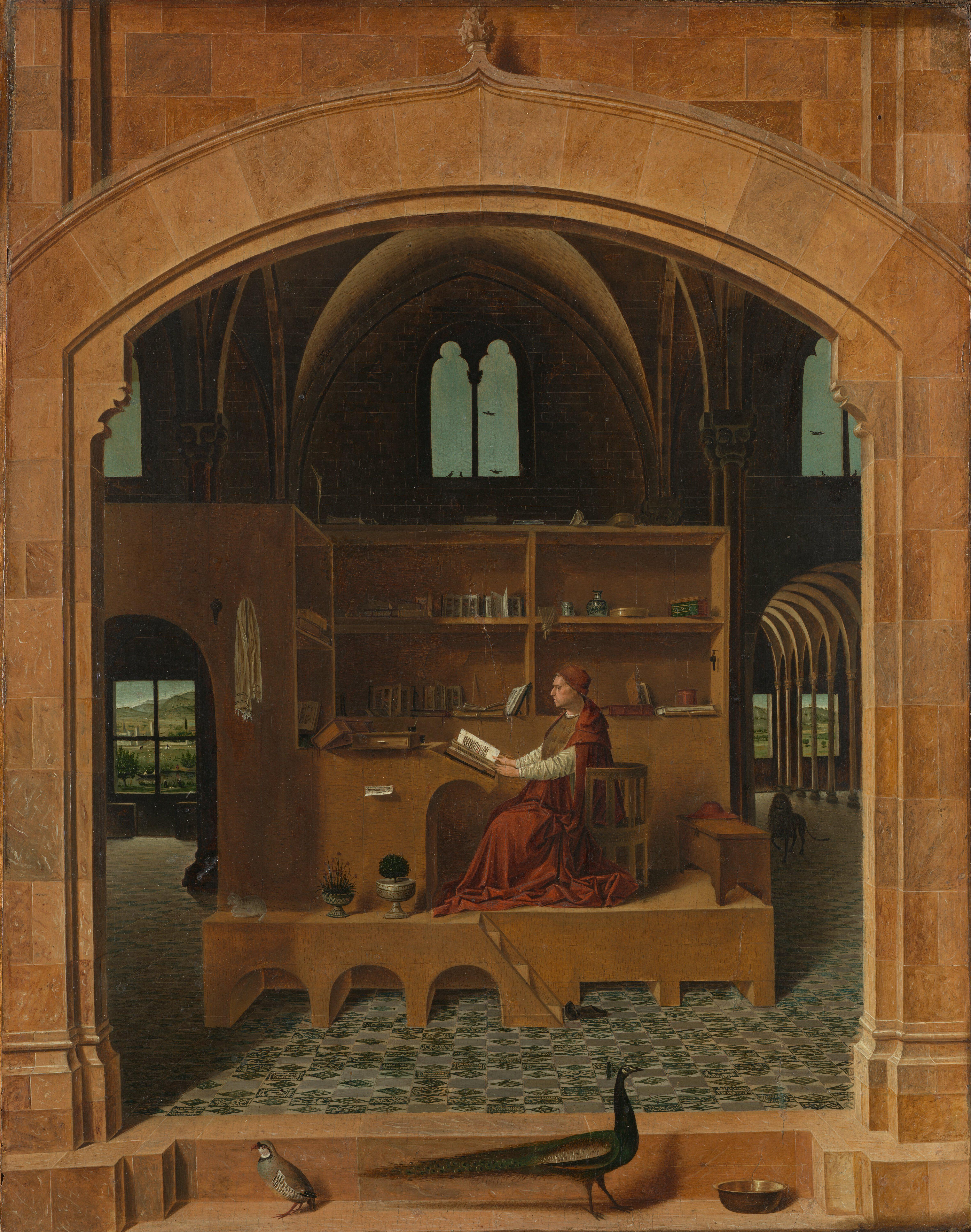
Sv. Jeroným v pracovně
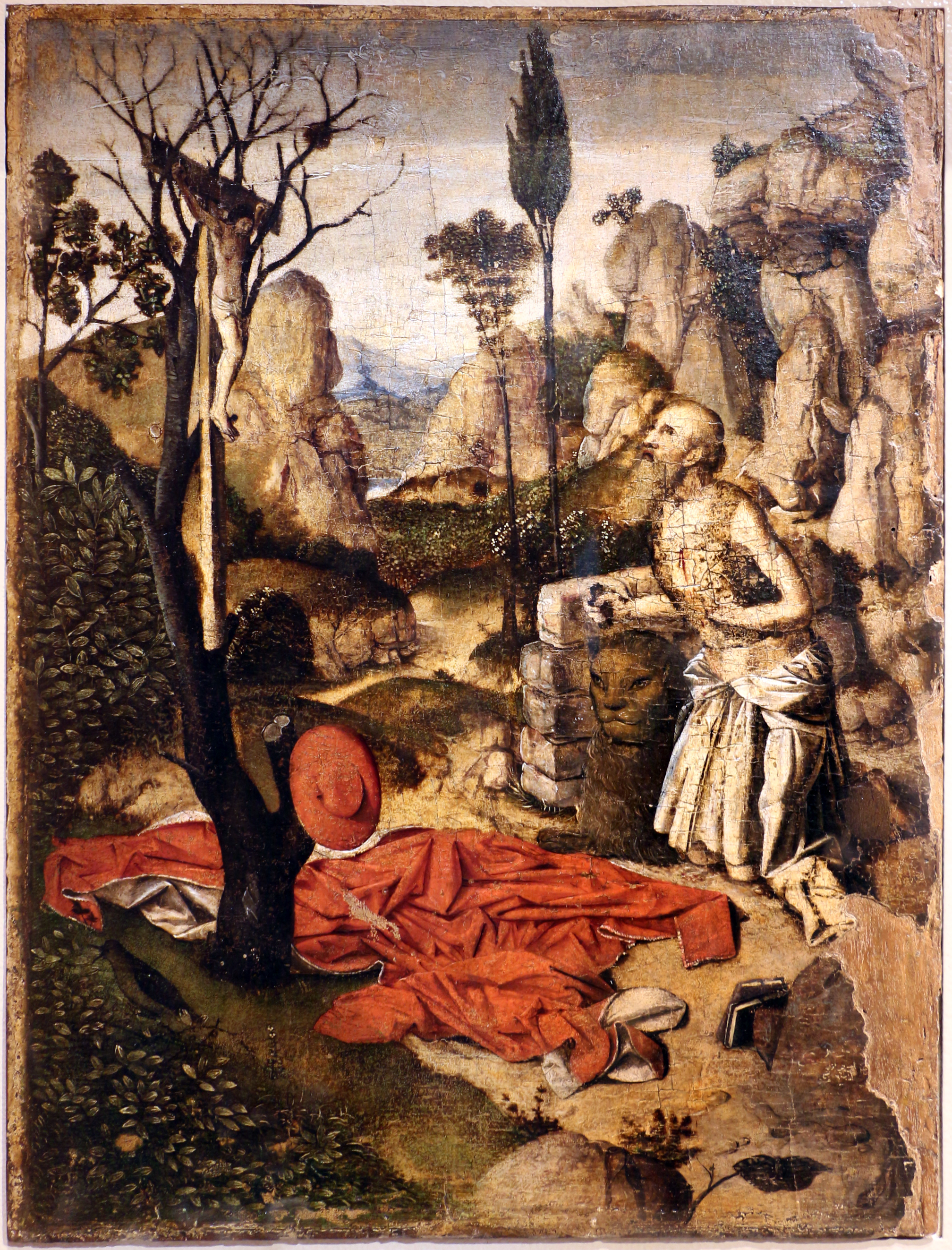
Sv. Jeroným na poušti
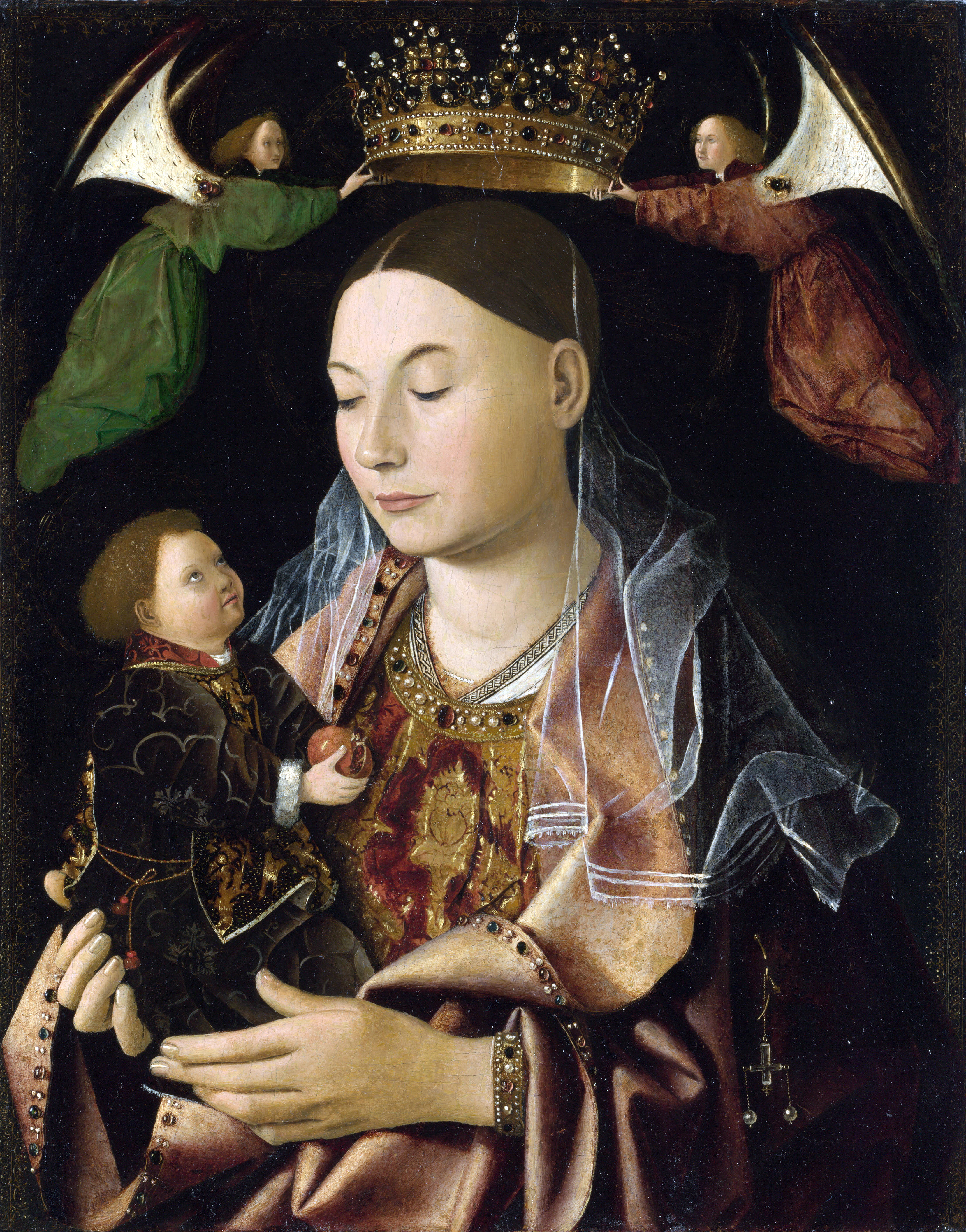
Panna Marie s dítětem
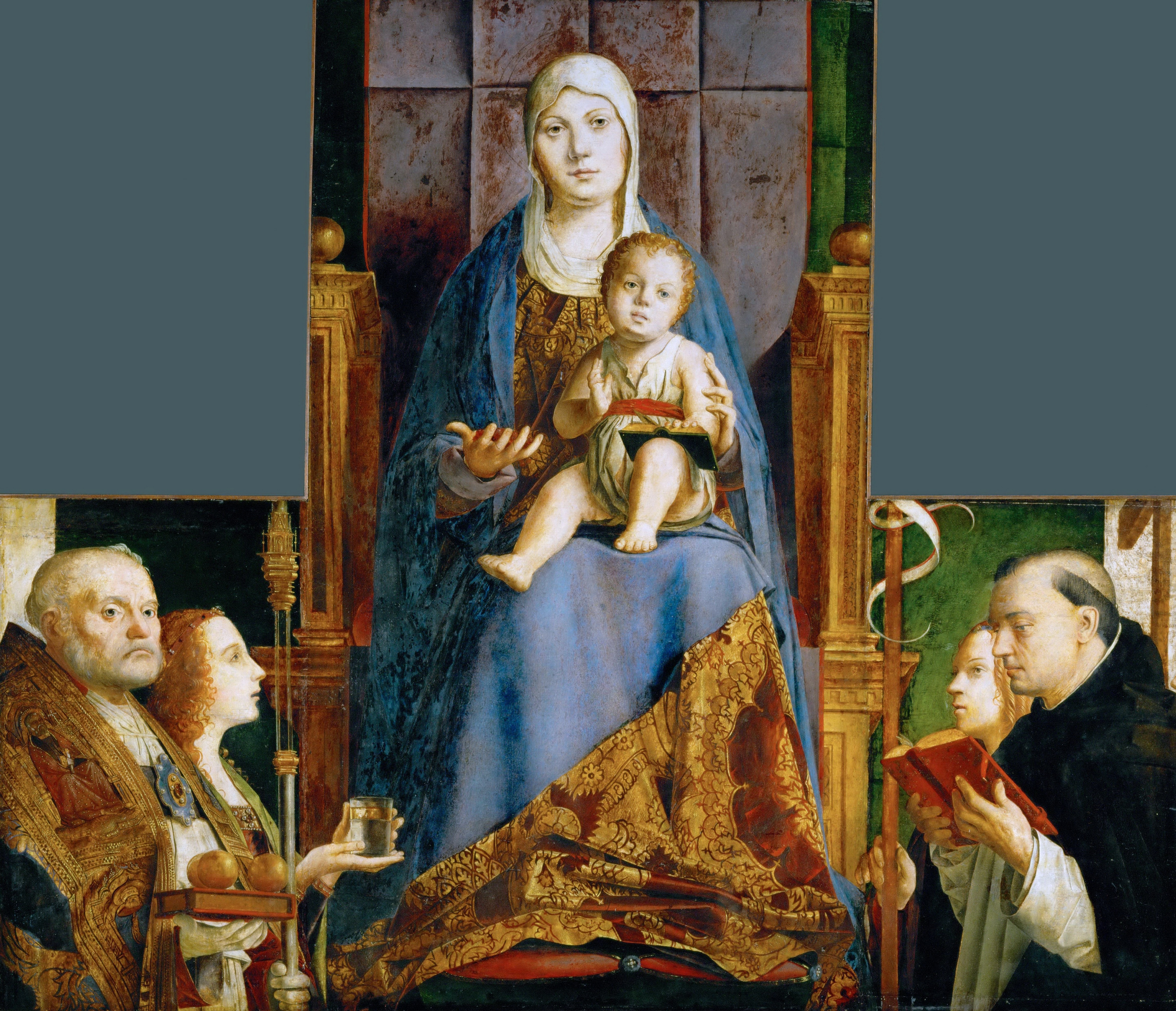
Oltář z benátského S. Cassiano
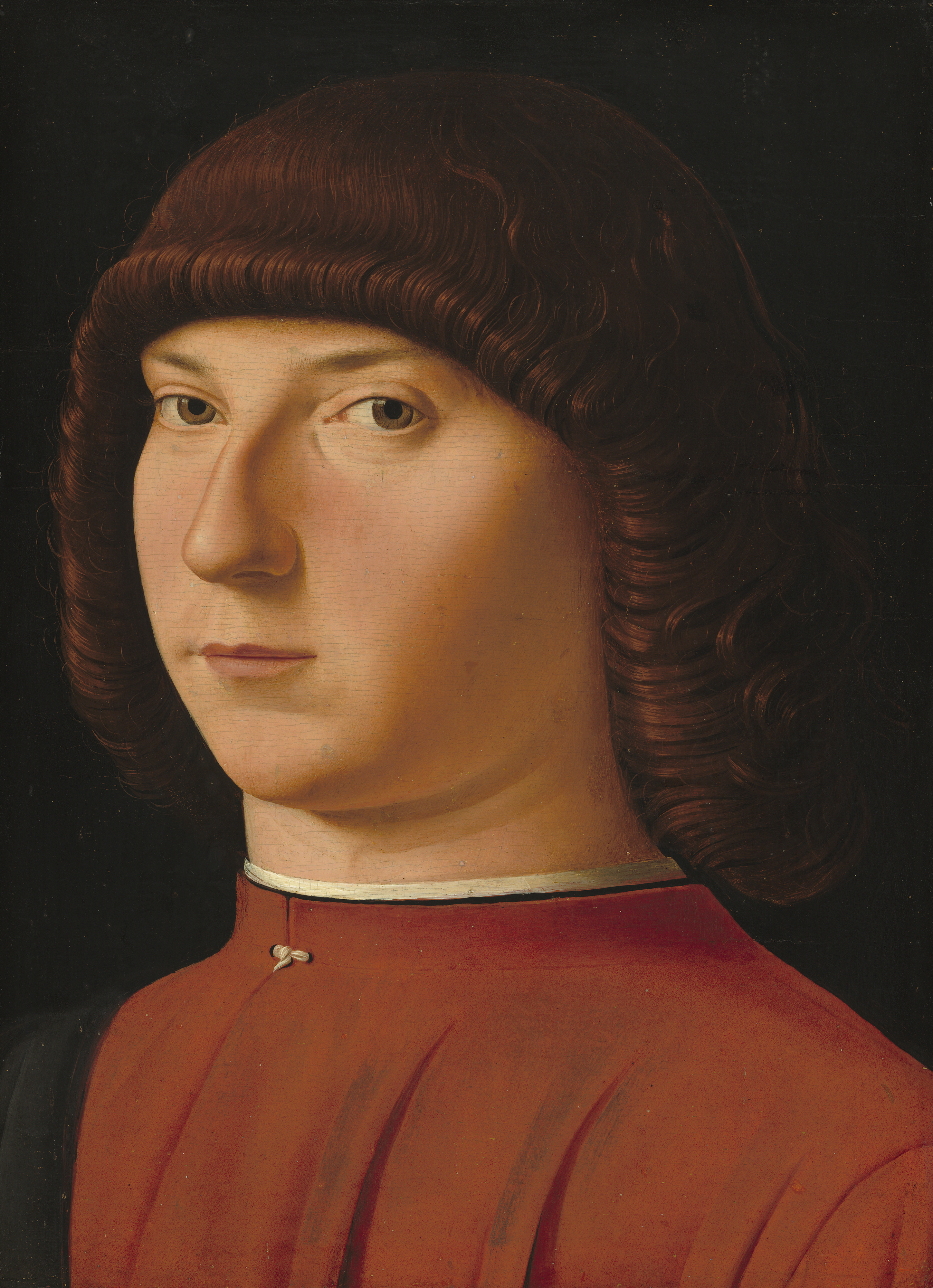
Portrét mladíka
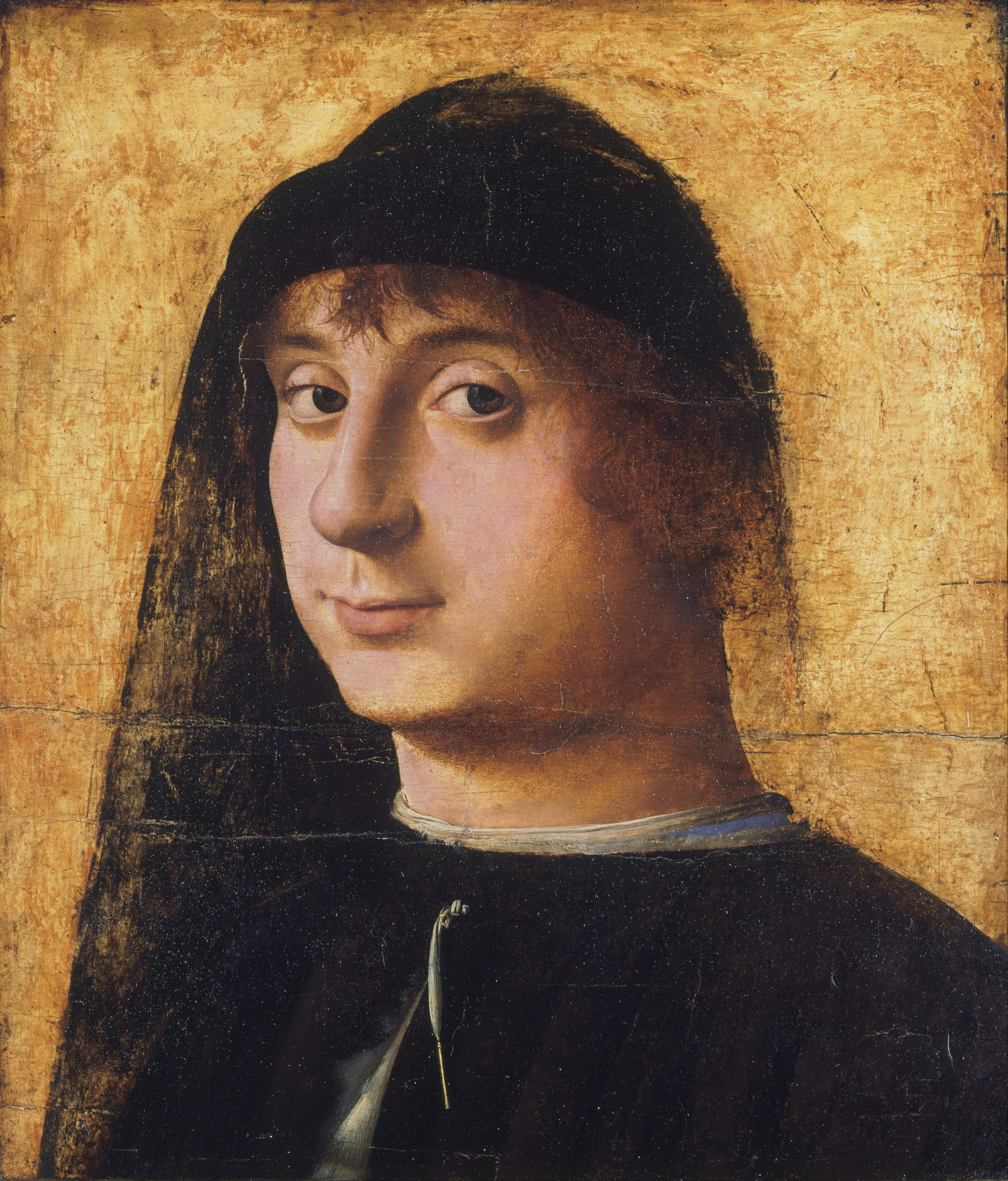
Portrét mladíka
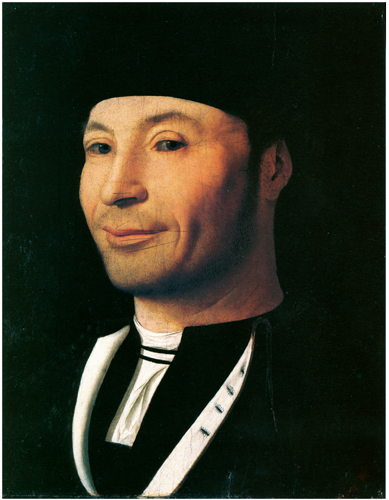
Portrét muže (1475, Cefalu)
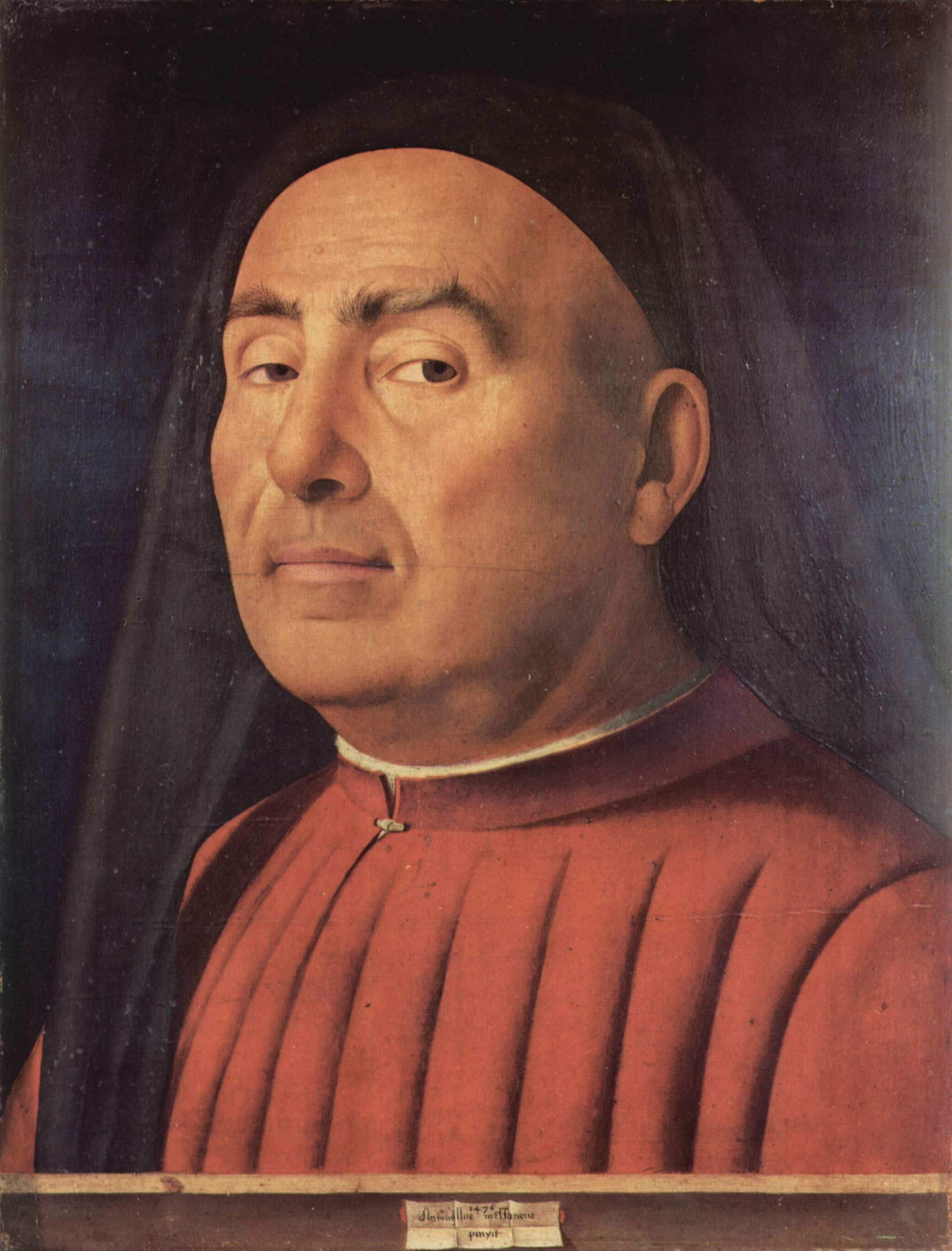
Portrét muže (1476, Turín)
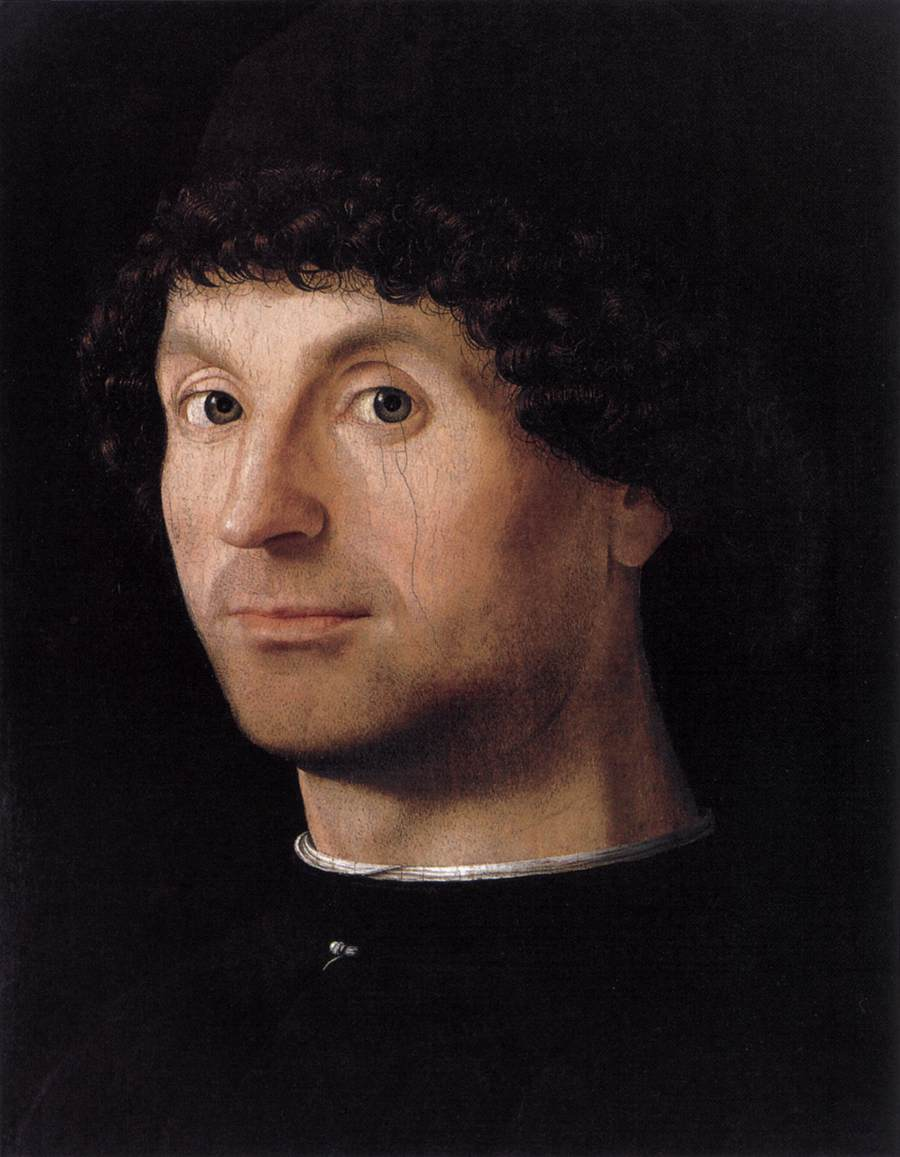
Portrét muže (Madrid)